# Convento di Sant'Antonio di Padova (Bettona)
Il Convento di Sant'Antonio di Padova è un edificio religioso di Bettona, in provincia di Perugia. L'edificio fu scelto dai Francescani dell’Osservanza per fondarvi il loro convento, punto di riferimento per i fedeli del territorio.